# Kunlun Fight

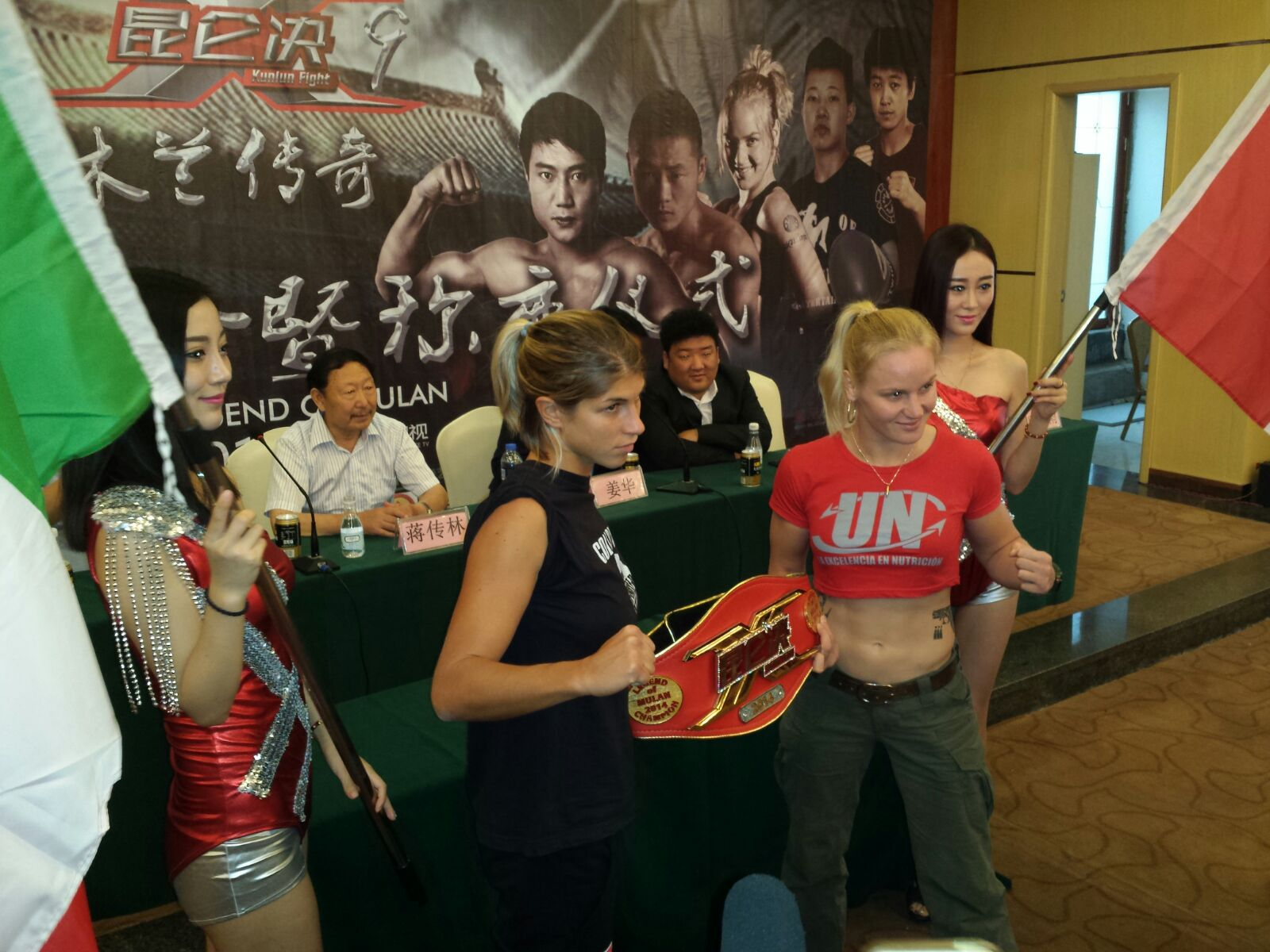

Kunlun Fight é uma companhia de promoção de kickboxing internacional fundada em 2014. A companhia tem sede na China.

## Eventos
| Número | Evento                  | Data                               | Local | Cidade                      |
| ------ | ----------------------- | ---------------------------------- | ----- | --------------------------- |
| 93     | 9 de setembro de 2018   | Kunlun Fight 76                    |       | Zhangqiu, China             |
| 92     | 5 de agosto de 2018     | Kunlun Fight 75                    |       | Sanya, Hainan, China        |
| 91     | 1º de junho de 2018     | Kunlun Fight Macao                 |       | Macau, SAR, China           |
| 90     | 26 de maio de 2018      | Kunlun Fight World Tour: Rússia    |       | Khabarovsk, Rússia          |
| 89     | 13 de maio de 2018      | Kunlun Fight 74                    |       | Zhangqiu, China             |
| 88     | 6 de maio de 2018       | Kunlun Fight 73                    |       | Sanya, Hainan, China        |
| 87     | 15 de abril de 2018     | Kunlun Fight 72                    |       | Beijing, China              |
| 86     | 1º de abril de 2018     | Kunlun Fight 71                    |       | Qingdao, China              |
| 85     | 11 de março de 2018     | Kunlun Fight 70                    |       | Sanya, Hainan, China        |
| 84     | 4 de fevereiro de 2018  | Kunlun Fight 69                    |       | Guiyang, China              |
| 83     | 17 de dezembro de 2017  | Kunlun Fight 68                    |       | Zunyi, China                |
| 82     | 12 de novembro de 2017  | Kunlun Fight 67                    |       | Sanya, Hainan, China        |
| 81     | 5 de novembro de 2017   | Kunlun Fight 66                    |       | Wuhan, China                |
| 80     | 28 de outubro de 2017   | Kunlun Fight MMA 16                |       | Melbourne, Austrália        |
| 79     | 3 de outubro de 2017    | Kunlun Fight MMA 15                |       | Alxa, China                 |
| 78     | 28 de agosto de 2017    | Kunlun Fight MMA 14                |       | Qingdao, China              |
| 77     | 27 de agosto de 2017    | Kunlun Fight 65                    |       | Qingdao, China              |
| 76     | 15 de julho de 2017     | Kunlun Fight 64                    |       | Chongqing, China            |
| 75     | 6 de julho de 2017      | Kunlun Fight MMA 13                |       | Qingdao, China              |
| 74     | 24 de junho de 2017     | Kunlun Fight 63                    |       | Sanya, Hainan, China        |
| 73     | 10 de junho de 2017     | Kunlun Fight 62                    |       | Bangkok, China              |
| 72     | 1 de junho de 2017      | Kunlun Fight MMA 12                |       | Dolon Nor, China            |
| 71     | 14 de maio de 2017      | Kunlun Fight 61                    |       | Sanya, Hainan, China        |
| 70     | 4 de maio de 2017       | Kunlun Fight MMA 11                |       | Shandong, China             |
| 69     | 23 de abril de 2017     | Kunlun Fight 60                    |       | Guizhou, China              |
| 68     | 10 de abril de 2017     | Kunlun Fight MMA 10                |       | Beijing, China              |
| 67     | 25 de março de 2017     | Kunlun Fight 59                    |       | Sanya, Hainan, China        |
| 66     | 11 de março de 2017     | Kunlun Fight 58                    |       | Roma, Itália                |
| 65     | 26 de fevereiro de 2017 | Kunlun Fight 57                    |       | Sanya, Hainan, China        |
| 64     | 25 de fevereiro de 2017 | Kunlun Fight MMA 9                 |       | Sanya, Hainan, China        |
| 63     | 2 de janeiro de 2017    | Kunlun Fight MMA 8                 |       | Sanya, Hainan, China        |
| 62     | 1º de janeiro de 2017   | Kunlun Fight 56                    |       | Sanya, Hainan, China        |
| 61     | 15 de dezembro de 2016  | Kunlun Fight MMA 7                 |       | Beijing, China              |
| 60     | 10 de dezembro de 2016  | Kunlun Fight 55                    |       | Qingdao, Shandong, China    |
| 59     | 30 de outubro de 2016   | Kunlun Fight 54                    |       | Hubei, China                |
| 58     | 21 de outubro de 2016   | Kunlun Fight - Cage Fight Series 6 |       | Yiwu, China                 |
| 57     | 24 de setembro de 2016  | Kunlun Fight 53                    |       | Beijing, China              |
| 56     | 11 de setembro de 2016  | Kunlun Fight 52                    |       | Fuzhou, China               |
| 55     | 10 de setembro de 2016  | Kunlun Fight 51                    |       | Fuzhou, China               |
| 54     | 20 de agosto de 2016    | Kunlun Fight 50                    |       | Jinan, China                |
| 53     | 7 de agosto de 2016     | Kunlun Fight 49                    |       | Tóquio, Japão               |
| 52     | 31 de julho de 2016     | Kunlun Fight 48                    |       | Jining, China               |
| 51     | 10 de julho de 2016     | Kunlun Fight 47                    |       | Nanjing, China              |
| 50     | 26 de junho de 2016     | Kunlun Fight 46                    |       | Kunming, China              |
| 49     | 5 de junho de 2016      | Kunlun Fight 45                    |       | Chengdu, China              |
| 48     | 22 de maio de 2016      | Kunlun Fight - Cage Fight Series 5 |       | Seul, Coréia                |
| 47     | 14 de maio de 2016      | Kunlun Fight 44                    |       | Khabarovsk, Rússia          |
| 46     | 23 de abril de 2016     | Kunlun Fight 43                    |       | Zhoukou, China              |
| 45     | 9 de abril de 2016      | Kunlun Fight 42                    |       | Xining, China               |
| 44     | 8 de abril de 2016      | Kunlun Fight 41                    |       | Xining, China               |
| 43     | 25 de março de 2016     | Kunlun Fight 40                    |       | Tongling, China             |
| 42     | 20 de março de 2016     | Kunlun Fight 39                    |       | Dongguan, China             |
| 41     | 21 de fevereiro de 2016 | Kunlun Fight 38                    |       | Pattaya, Tailândia          |
| 40     | 23 de janeiro de 2016   | Kunlun Fight 37                    |       | Sanya, China                |
| 39     | 9 de janeiro de 2016    | Kunlun Fight 36                    |       | Xangai, China               |
| 38     | 19 de dezembro de 2015  | Kunlun Fight 35                    |       | Luoyang, China              |
| 37     | 21 de novembro de 2015  | Kunlun Fight 34                    |       | Shenzhen, China             |
| 36     | 31 de outubro de 2015   | Kunlun Fight 33                    |       | Changde, China              |
| 35     | 28 de outubro de 2015   | Kunlun Fight 32                    |       | Dazhou, China               |
| 34     | 4 de outubro de 2015    | Kunlun Fight - Cage Fight Series 4 |       | Astana, Cazaquistão         |
| 33     | 28 de setembro de 2015  | Kunlun Fight 31                    |       | Bangkok, Tailândia          |
| 32     | 4 de setembro de 2015   | Kunlun Fight 30                    |       | Zhoukou, China              |
| 31     | 15 de agosto de 2015    | Kunlun Fight 29                    |       | Sochi, Rússia               |
| 30     | 19 de julho de 2015     | Kunlun Fight 28                    |       | Nanjing, China              |
| 29     | 18 de julho de 2015     | Kunlun Fight 27                    |       | Nanjing, China              |
| 28     | 7 de junho de 2015      | Kunlun Fight 26                    |       | Chongqing, China            |
| 27     | 6 de junho de 2015      | Kunlun Fight - Cage Fight Series 3 |       | Chongqing, China            |
| 26     | 15 de maio de 2015      | Kunlun Fight 25                    |       | Banská Bystrica, Eslováquia |
| 25     | 2 de maio de 2015       | Kunlun Fight 24                    |       | Verona, Itália              |
| 24     | 26 de abril de 2015     | Kunlun Fight 23                    |       | Changsha, China             |
| 23     | 12 de abril de 2015     | Kunlun Fight 22                    |       | Changde, China              |
| 22     | 4 de abril de 2015      | Kunlun Fight - Cage Fight Series 2 |       | Almaty, Cazaquistão         |
| 21     | 17 de março de 2015     | Kunlun Fight 21                    |       | Sanya, China                |
| 20     | 8 de março de 2015      | Kunlun Fight 20                    |       | Pequim, China               |
| 19     | 1º de fevereiro de 2015 | Kunlun Fight 19                    |       | Guangzhou, China            |
| 18     | 18 de janeiro de 2015   | Kunlun Fight 18                    |       | Nanjing, China              |
| 17     | 17 de janeiro de 2015   | Kunlun Fight 17                    |       | Nanjing, China              |
| 16     | 4 de janeiro de 2015    | Kunlun Fight 16                    |       | Nanjing, China              |
| 15     | 3 de janeiro de 2015    | Kunlun Fight 15                    |       | Nanjing, China              |
| 14     | 4 de dezembro de 2014   | Kunlun Fight 14                    |       | Bangkok, Tailândia          |
| 13     | 16 de novembro de 2014  | Kunlun Fight 13                    |       | Hohhot, China               |
| 12     | 26 de outubro de 2014   | Kunlun Fight 12                    |       | Jianshui, China             |
| 11     | 5 de outubro de 2014    | Kunlun Fight 11                    |       | Macau, China                |
| 10     | 13 de setembro de 2014  | Kunlun Fight 10                    |       | Minsk, Bielorrússia         |
| 9      | 31 de agosto de 2014    | Kunlun Fight 9                     |       | Shangqiu, China             |
| 8      | 24 de agosto de 2014    | Kunlun Fight 8                     |       | Xining, China               |
| 7      | 27 de julho de 2014     | Kunlun Fight 7                     |       | Zhoukou, China              |
| 6      | 29 de junho de 2014     | Kunlun Fight 6                     |       | Chongqing, China            |
| 5      | 1º de junho de 2014     | Kunlun Fight 5                     |       | Leshan, China               |
| 4      | 27 de abril de 2014     | Kunlun Fight 4                     |       | Manila, Filipinas           |
| 3      | 30 de março de 2014     | Kunlun Fight 3                     |       | Harbin, China               |
| 2      | 16 de fevereiro de 2014 | Kunlun Fight 2                     |       | Zhengzhou, China            |
| 1      | 25 de janeiro de 2014   | Kunlun Fight 1                     |       | Pattaya, Tailândia          |

## Lutadores Notáveis
| - Andrei Gerasimchuk - Rico Verhoeven - Jahfarr Wilnis - Hesdy Gerges - Tsotne Rogava - Felipe Micheletti - Konstantin Gluhov - Roman Kryklia - Sergej Maslobojev - Tomáš Hron - Mighty Mo - Ashwin Balrak - Virgil Zwicker - Faisal Zakaria - Francois Botha - Sebastian Ciobanu - Artur Kyshenko - Simon Marcus - Alexander Stetsurenko - Dmitry Valent - Vitaly Gurkov - Alex Pereira - Israel Adesanya - Alim Nabiev - Jason Wilnis - Hicham El Gaoui - Too Too - Bai Jinbin - Vuyisile Colossa - Thongchai Sitsongpeenong - Marc de Bonte - Buakaw Banchamek - Superbon Banchamek - Jomthong Chuwattana - Yodsanklai Fairtex - Enriko Gogokhia - Marat Grigorian - Murthel Groenhart - Davit Kiria - Albert Kraus - Andrei Kulebin - Wu Xuesong - Kem Sitsongpeenong - Sitthichai Sitsongpeenong - Andy Souwer - Amansio Paraschiv - Warren Stevelmans - Vlad Tuinov - Dylan Salvador - Anatoly Moiseev - Steve Moxon - Mohamed Mezouari - Enriko Kehl - Dzianis Zuev - Chingiz Allazov - Dzhabar Askerov - Aikpracha Meenayothin - Armin Pumpanmuang Windy Sport - Tayfun Ozcan - Cedric Manhoef - Chris Ngimbi - Yuichiro Nagashima - Mustapha Haida - Wei Ninghui - Kaew Fairtex - Yang Zhuo - Abdellah Ezbiri - Fabio Pinca - Tetsuya Yamato - Ilias Bulaid - Saeksan Or. Kwanmuang - Taiga Kawabe - Lee Sung-hyun - Massaro Glunder - Lerdsila Chumpairtour - Tenshin Nasukawa - kunlunjue.com - Kunlun Fight. no IMDb. - «Banco de dados com resultads de lutas e registros sobre os lutadores.» (em inglês) 1. 2. 3. 4. 5. |